# Osváth Gábor (producer)
Osváth Gábor (Budapest, 1985. május 21. –) magyar filmproducer.

## Életpályája
Érettségi után az ELTE filmelmélet- és filmtörténet szakán tanult, majd 2008-ban felvételt nyert a Színház- és Filmművészeti Egyetemre, ahol 2011-ben végzett Garami Gábor gyártásszervező osztályában.
2012-ben alapította a Filmfabriq nevű filmgyártó céget Ócsai Dorottyával, majd 2014-ben Szimler Bálint rendezővel és Rév Marcell operatőrrel a Boddah-t.
Ifj. Vidnyánszky Attilával és Vecsei H. Miklóssal közösen a Sztalker Csoport alapítója.

## Válogatott produceri filmográfia

### Egészestés játékfilmek
- Balaton Method (2015)
- Szép csendben (2019)
- Foglyok (2019)
- Kilakoltatás (2021)
- Nagykarácsony (2021)
- Tomi, Polli és a Varázsfény (2023)
- Nyersanyag (2024)
- Budapesti napló (2024)
- Feketepont (2024)

### Dokumentumfilmek
- Mi ez a cirkusz? (2017)
- Három tánc (2018)
- Alla Zingara (2019)
- Tobi színei (2021)

### Animációs filmek
- LOVE (2016)
- Superbia (2016) (co-producer)
- Róma bukása (2018)
- Lidérc úr (2019)
- Hajótöröttek (2019) (sorozat)
- Tesók (2020)
- Plantarium (2020)  (co-producer)
- Amok (2022)
- Vacsora (2022)
- Intermission (2022)
- 27 (2023)

### Kisjátékfilmek
- Itt vagyok (2010)
- 180/100 (2012)
- Ischler (2014)  (co-producer)
- Betonzaj (2015) (co-producer)
- Gólyatábor (2016)
- Asszó (2017)  (co-producer)
- Ostrom (2018)  (co-producer)
- Last Call (2018)  (co-producer)
- A legjobb játék (2018)
- Apám szíve (2019)
- Branka (2020)
- Alba Vulva (2022) (co-producer)
- Kakukkfióka (2022)
- Hogy ne győzzünk

## Színházi produceri munkák
- Míg fekszem kiterítve (Rendező: Ifj. Vidnyánszky Attila; bemutató: 2018. július 31.; Ördögkatlan)
- Vízkereszt, de amúgy mindegy (Rendező: Ifj. Vidnyánszky Attila; bemutató: 2019. július 9.; Gyulai Várszínház)
- Orlando (Rendező: Ördög Tamás; bemutató: 2021. augusztus 31; Trafó / Dollár Papa Gyermekei)